# WEB
WEB 是一种计算机编程语言系统。它由高德纳设计，是第一种实现他称作“文学编程”的语言：旨在通过在描写性的文字中嵌入源代码，让开发者如同创建文学作品一样编写软件；而非像其他大多数编程语言中一样。相反，所采用的结构更注重人阅读要求，而非编译器的要求。
WEB包含了2个主要程序：TANGLE，从源文本生成可编译的Pascal代码，以及WEAVE，使用TeX生成格式漂亮，可打印的文档。
CWEB是WEB的C语言新版本，noweb是另外一种借鉴了WEB的文学编程工具（就如体现在名字上），同时与语言无关。
使用WEB编写程序的最具有重要意义的有TeX和Metafont。现代的TeX发行版使用另外一个名为Web2C的程序将WEB源代码转换成C。